# Càrn Mòr Dearg
Càrn Mòr Dearg är ett berg i Storbritannien.   Det ligger i kommunen Highland och riksdelen Skottland, i den nordvästra delen av landet, 700 km nordväst om huvudstaden London. Toppen på Càrn Mòr Dearg är 1 220 meter över havet, eller 191 meter över den omgivande terrängen. Bredden vid basen är 2,0 km.
Terrängen runt Càrn Mòr Dearg är huvudsakligen lite bergig.Runt Càrn Mòr Dearg är det mycket glesbefolkat, med 4 invånare per kvadratkilometer. Närmaste större samhälle är Fort William, 7,7 km väster om Càrn Mòr Dearg. Trakten runt Càrn Mòr Dearg består i huvudsak av gräsmarker.